# Sky Limited

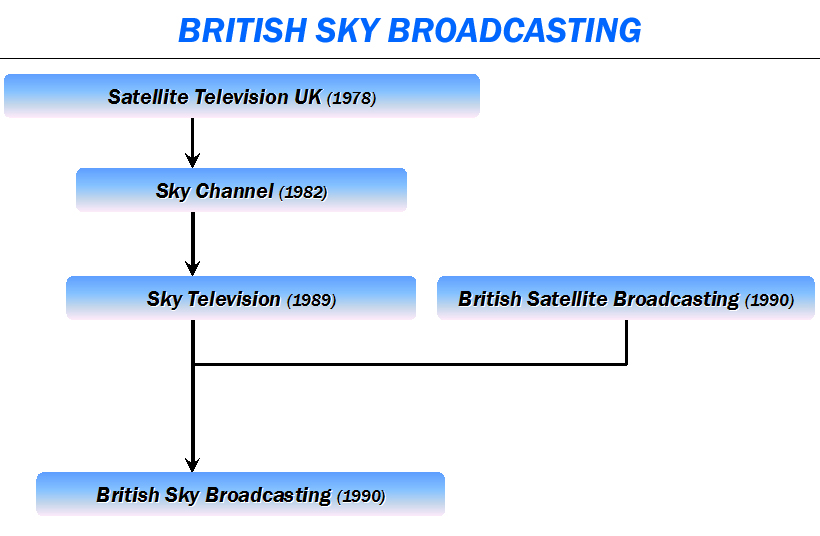
Evolutie van British Sky Broadcasting

Sky Limited, voorheen bekend als Sky plc  en British Sky Broadcasting (BSkyB), is een Brits satelliettelevisienetwerk, dat beheerder is van het populairste abonnementstelevisiesysteem in het Verenigd Koninkrijk en Ierland. Het bedrijf is ook actief in Italië (Sky Italia) en Duitsland (Sky Deutschland). Het bedrijf produceert daarnaast ook nog televisieprogramma's en beheert televisiezenders. British Sky is ontstaan uit een fusie tussen Sky Television en British Satellite Broadcasting in 1990.

## Activiteiten
Sky is een satellietoperator die uitzendt in het Verenigd Koninkrijk en Ierland, Duitsland, Italië en Oostenrijk. In het gebroken boekjaar 2017, dat liep van 1 juli 2016 tot en met 30 juni 2017, had het bedrijf een omzet van bijna 13 miljard pond en behaalde een nettowinst van ruim 1 miljard pond. Het telde 31.000 medewerkers en had meer dan 22 miljoen klanten die een of meer diensten afnamen. De belangrijkste markt is het Verenigd Koninkrijk en Ierland waar meer dan twee derde van de omzet werd behaald.
Sky beheert tevens het VideoGuard-betaaltelevisiesysteem, dat in het bezit is van News Digital Systems, een onderdeel van de voormalige News Corporation.

## Geschiedenis
Het bedrijf is ontstaan uit Satellite Television UK, een van de allereerste satelliettelevisiezenders, opgericht door Brian Hayes, voormalig eigenaar van Thames Television. Oorspronkelijk had het bedrijf geen Brits uitzendrecht, waardoor het bedrijf een gelijkenis had met de piratenradiostations van twintig jaar voor Sky. De zender zond een combinatie van goedkope Nederlandse formats (voornamelijk van John de Mol Productions, dat onder de huidige, moderne naam Endemol onder andere Big Brother produceerde) en Amerikaanse herhalingsprogramma's via de OTS-2 Orbital Test Satellite uit, voor een pan-Europees publiek.
In 1982 nam Rupert Murdoch's News Corporation een belang van 80% in het bedrijf en hernoemde het Sky Channel. De zender werd breed verkrijgbaar door heel Ierland in 1987. Het bedrijf werd op 5 februari 1989 geherlanceerd als Sky Television. Het was een van de allereerste directe satelliettelevisieaanbieders van de wereld. Er werden vier zenders geboden op de Astra-satelliet op 19,2° oost. De Astra-satelliet was bezit van het Luxemburgse consortium SES Astra en werd vanaf daar bestuurd, maar de uitzendingen van Sky kwamen uit het Verenigd Koninkrijk en waren daarom onder Brits toezicht van de Cable Authority en de Independent Television Commission (ITC), nu de Office of Communications.
De reden voor de herlancering als Sky Television was dat het ITC Murdoch had verboden om te participeren in de British Satellite Broadcasting-alliantie (BSB). Dit zorgde voor een strijd om klanten in een nieuw multikanaaltelevisieklimaat. Uiteindelijk zorgde Sky's vroege lancering en het leasen van zendtijd op de Astra-satelliet voor een overwinning voor Sky. Er bestond een groot verschil tussen Sky en de grootste concurrent BSB: zo had BSB hoge lasten aan het bouwen en lanceren van hun eigen satellietsysteem, ambitieuzere en duurdere technologie en het bouwen van hun prestigieuze hoofdkantoor Marco Polo House in Londen, terwijl Sky's hoofdkantoor gevestigd was in een industrieel pand in Isleworth.
De ondergang van BSB in november 1990 leidde tot een fusie tussen de beide rivalen, dat in feite een overname van BSB door Sky was, omdat er bijna geen BSB-personeel of -programmering verhuisde naar de nieuwe service, alhoewel een enkel programma van BSB later toch nog werd uitgezonden op Sky One. Het nieuwe bedrijf werd British Sky Broadcasting (BSkyB) genoemd. De fusie heeft waarschijnlijk Sky financieel gered. Alhoewel het bedrijf extreem populair was, had Sky weinig grote adverteerders en begon langzamerhand weg te zakken. BSB had daarentegen gezonde adverteerderscontracten en een goede uitrusting, dat ervoor zorgde dat het bedrijf weer een opleving ondervond.
Medio 2014 bereikte Sky een overeenkomst met 21st Century Fox met betrekking tot de aankoop van de belangen in Sky Italia and Sky Deutschland. Sky neemt de belangen over voor 5 miljard pond sterling. Na de transactie zal Sky meer dan 20 miljoen abonnees in Europa tellen voor haar diensten. Na de transactie behoudt 21st Century Fox een aandelenbelang van 39% in Sky. Sky krijgt met deze acquisities meer ruimte om te groeien daar de traditionele thuismarkt, het Verenigd Koninkrijk, verzadigd is.

## Grootaandeelhouder en management
Rupert Murdochs 21th Century Fox heeft een belang van 39% in het bedrijf. Zijn bedrijf had ook belangen in Sky Italia en Sky Deutschland. maar deze werden in 2014 door Sky overgenomen. Murdochs jongste zoon, James Murdoch, werd in 2003 benoemd tot de CEO van Sky. Deze benoeming zorgde voor gemengde gevoelens bij de overige aandeelhouders van Sky, die Rupert Murdoch (zelf bestuursvoorzitter van British Sky Broadcasting) ervan beschuldigden dat hij zijn zoon voor zou trekken. In 2012 werd James gedwongen te vertrekken na een telefoonaftapschandaal. In 2016 werd hij herbenoemd.
The Economist heeft in het verleden gesuggereerd dat Murdoch British Sky Broadcasting wil laten fuseren met zijn andere satellietactiviteiten, waaronder de DirecTV Group in de Verenigde Staten en mogelijk ook Star TV, een satellietnetwerk in Azië, om daarmee een globaal satelliettelevisieconcern te stichten, dat gelijk wereldwijde marktleider zou zijn.
Eind 2016 maakte 21st Century Fox een bod bekend op alle aandelen Sky die het nog niet in handen heeft. Het is bereid 10,75 pond per aandeel te betalen of 18,5 miljard pond in totaal. Murdoch deed vier jaar geleden ook al een poging om Sky helemaal in te lijven, maar het afluisterschandaal maakte dit onmogelijk. Het Amerikaanse kabelbedrijf Comcast is ook geïnteresseerd in een overname. Medio 2018 bood Comcast zo'n 26 miljard pond voor Sky, dat is 14,75 pond per aandeel. Daarmee biedt het meer dan 21st Century Fox.
Eind september 2018 heeft Comcast, na een veiling georganiseerd door het Britse Takeover Panel, de strijd om Sky gewonnen. Het bod van Comcast van £ 17,28 per aandeel was hoger dan de £ 15,67 die Fox bood. Het hele bod heeft een waarde van £ 30 miljard. Aandeelhouders van Sky hebben tot 11 oktober de tijd om in te stemmen met het bod. Eind september 2018 besloten 21st Century Fox en Disney hun aandelenbelang van 39% in Sky aan Comcast te verkopen en ze ontvangen hiervoor £ 11,6 miljard. Als de overige aandeelhouders ook ingaan op het bod krijgt Comcast alle aandelen in handen.

## Verbeterde Astra-technologie

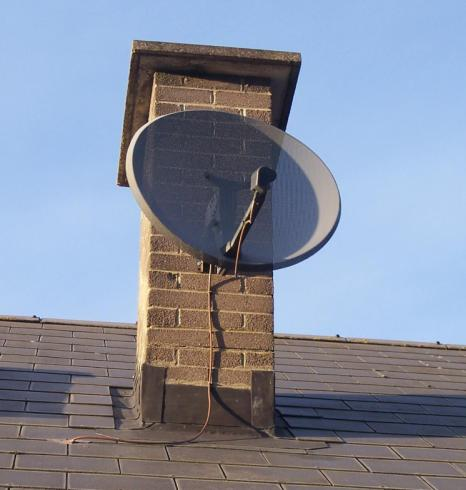
Sky Mini schotel

Het Astra-satellietnetwerk begon met de lancering van de analoge Astra 1A in 1989. Door de lancering van nog meer Astra-satellieten vanaf 1991 kon BSkyB hun services gaan uitbreiden. De Astra-satellieten waren allemaal zo gelokaliseerd dat ze met dezelfde schotelantenne konden worden ontvangen.
Door de lancering van de allereerste Astra 2-satelliet (op 28.2° oost) in 1997 kon het bedrijf een hele nieuwe serie digitale diensten gaan aanbieden, Sky Digital, met de potentie om honderden televisie- en radiozenders te huisvesten. De Astra 2 is gebouwd door Hughes Electronics, nu Boeing Satellite Systems.